# Fossa nasal
As fossas nasais, também conhecidas como cavidades nasais, são duas cavidades paralelas que vão das narinas até à faringe e estão  separadas uma da outra por uma parede cartilaginosa, terminando na faringe. No seu interior existem dobras chamadas conchas nasais, que forçam o ar a turbilhonar e glândulas salivares tubárias que provavelmente lubrificam e umedecem a parte superior da garganta atrás do nariz e da boca. No teto das fossas nasais existem células sensoriais, responsáveis pelo sentido do olfato.

## Funções
As fossas nasais têm a função de filtrar, umedecer e aquecer o ar que é inspirado para os pulmões, tornando-o mais propício para o seu devido processamento. São revestidas internamente pela mucosa nasal, que possui um grande número de vasos sanguíneos. O calor do sangue nesses vasos aquece o ar e, assim, as demais vias respiratórias e os pulmões recebem ar aquecido e parcialmente filtrado. As fossas nasais também ajudam a prevalecer a respiração.
A mucosa tem, também, pequenos pelos e produz uma substância viscosa, levemente amarelada, denominada muco. Além de lubrificar a mucosa, junto com os pelos, retêm micróbios e partículas de poeira do ar, funcionando como um filtro.
A mucosa nasal é o principal órgão afetado por consumidores de cocaína, onde em alguns casos, as misturas inseridas na droga como lidocaína, éter e bicarbonato de sódio, chegam a destruir também as paredes cartilaginosas que as dividem.

## Ver Também
- Columela nasal